# Zakrzewo-Słomy
Zakrzewo-Słomy – wieś sołecka w Polsce położona w województwie mazowieckim, w powiecie ostrowskim, w gminie Nur.
W latach 1975–1998 miejscowość administracyjnie należała do województwa łomżyńskiego.
Wierni Kościoła rzymskokatolickiego należą do parafii Przemienienia Pańskiego w Zuzeli.

## Historia
W spisie podatkowym z drugiej połowy XVI w. wymieniono miejscowość Slumy, o powierzchni gruntów rolnych wynoszącej 14 włók, należącej do Adama i Piotra Zakrzewskich. Wieś w składzie okolicy szlacheckiej Zakrzewo, którą tworzyły trzy osady: Kopiejki, Słomy i Wielkie.
W Słomach najczęściej dziedziczył jeden lub dwóch szlachciców. Z biegiem czasu wykształciły się tu: dwór, folwark i licząca kilka chałup osada chłopska.
W początkach XVIII wieku właścicielem wsi był Hieronim Pętkowski, który 1726 roku zapisał kościołowi w Zuzeli 2000 florenów na dobrach Zakrzewo Słomy. Według danych z 1784 roku wieś należała do Macieja Budziszewskiego herbu Grzymała.
W 1817 roku notowano tu 4 domy i 33 mieszkańców, w 1827 roku 5 domów i 44 mieszkańców, w 1891 roku w miejscowości 5 domów i 34 mieszkańców. W 1895 roku naliczono 3 domy i 36 mieszkańców. W miejscowym folwarku mieszkało 15 osób. W 1906 roku we wsi żyło 18 mieszkańców.
Przed I wojną światową ziemia dworska została rozparcelowana. W 1921 wieś liczyła 14 domów i 78 mieszkańców. Zakrzewo-Słomy należały do gminy Zaręby Kościelne.